# Чені

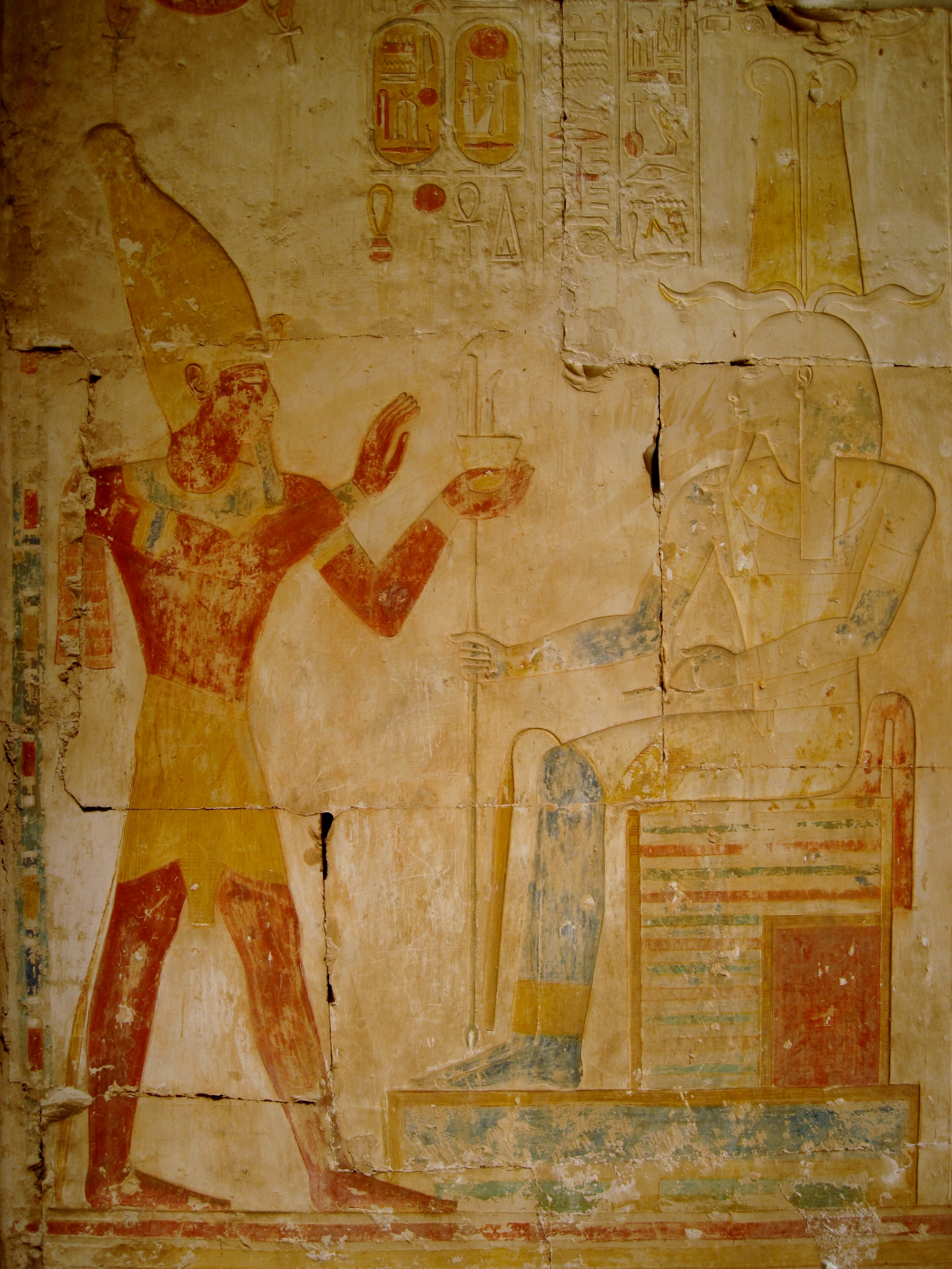
Нун (справа) у короні чені

Чені — давньоєгипетська корона, що поєднує в собі елементи корони Хену. Складається з двох високих загнутих згори страусових пір'їн, біля основи яких знаходиться сонячний диск і два розгалужені спірально закручені баранячі роги (як у короні хемхемет). По обидва боки від пір'я можуть бути два урея.
Подібну корону іноді надягали поверх Немесу та  трьохприватної перуки. Пір'я уособлює істину, справедливість і рівновагу. Баранячі роги були символом бога сонця Амона, творця всього живого Хнума та місячного бога Яха.
Корону чені носили такі боги, як бог землі Татенен, бог-творець Птах (Птах-Татенен після злиття двох божеств), бог родючості Сокар і деякі інші боги.
До наших часів не дійшло жодного збереженого примірника корони чені.

## Галерея

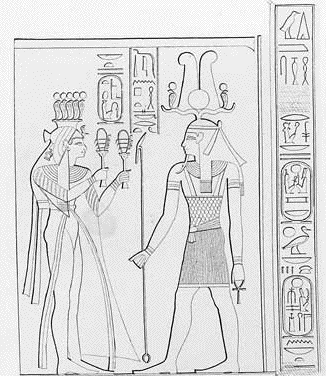
Цариця Ісет і Птах-Сокар у короні чені. Долина Царів.
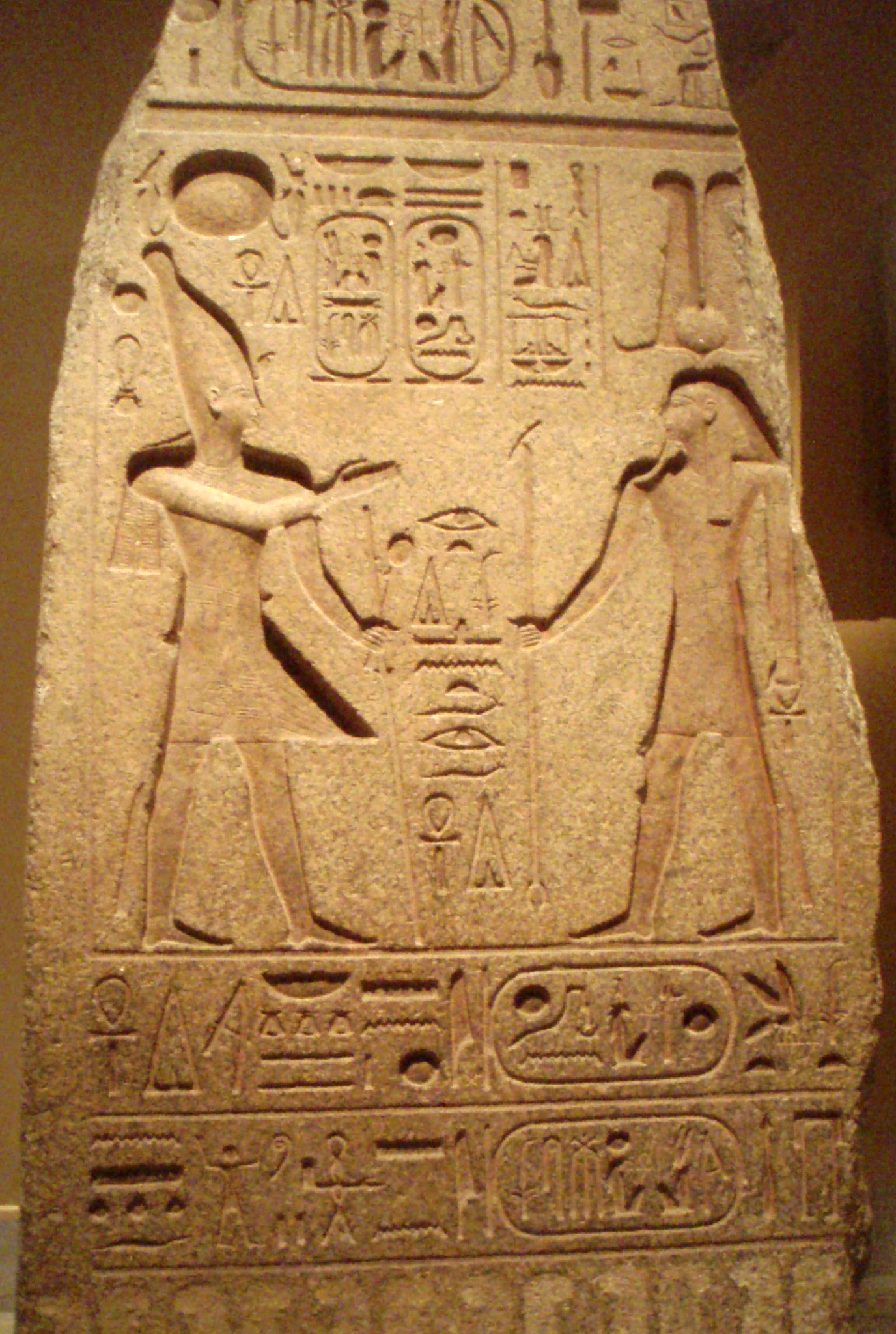
Рамсес II і Птах-Татенен у короні чені. Метрополітен-музей.
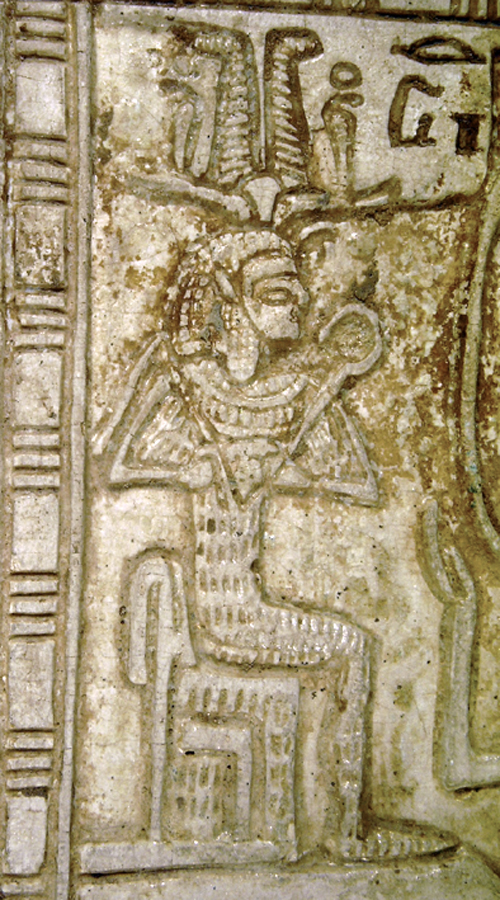
Осіріс у короні чені. Пектораль.